# Mężczyzna z rękawiczką
Mężczyzna z rękawiczką – portret renesansowego włoskiego malarza Tycjana.
Po uwolnieniu się sztuki z epoki średniowiecza artyści renesansowi kierowali się m.in. ku poznaniu osobowości człowieka. Obrazy portretowe zaczynały przybierać na znaczeniu. Tycjan poddał się nowej modzie. W 1520 roku stworzył Portret nieznanego mężczyzny. Trzy lata później spod jego pędzla wyszedł Portret księcia Ferrary Alfonsa d'Este, Vincenzo Mosti czy właśnie Portret mężczyzny z rękawiczką.
Portret przedstawia młodego mężczyznę, reprezentanta generacji pierwszej połowy cinquecenta, na ciemnym tle z twarzą poważną i skupioną. Ciemny strój rozświetla biały kołnierzyk i mankiet oraz złoty łańcuch. Palec wskazujący u jego prawej dłoni jest wyprostowany, znajduje się na nim pierścień. Gest nadaje wrażenie zdecydowania woli mężczyzny. Lewa dłoń, odziana w skórzaną rękawiczką, trzyma drugą i jest swobodnie skierowana ku dołowi. Gesty dłoni mające największe znaczenie dla namalowanej postaci, nasuwają skojarzenie z wcześniejszym dziełem Grosz czynszowy.